# Лахи (Кипр)
Ла́хи (греч. Λάχι) — небольшая деревня на Кипре, которая является частью города Полис. Находится на месте небольшой пристани. Входит в состав греческого района Пафос. Население составляет 100 человек. Рядом с деревней расположена купальня Афродиты. Климат средиземноморский, максимальная температура достигает 35 °C. Мягкий климат способствует развитию туризма.